# Walter Niebuhr
Walter Niebuhr (* 3. Februar 1921 in Kiel; † 2008) war ein deutscher Schriftsteller.

## Leben
Er studierte Germanistik in Kiel. Nach der Promotion zum Dr. phil. 14. Dezember 1949 an der Christian-Albrechts-Universität zu Kiel war er seit 1961 Berufsschullehrer in der DDR.
Niebuhr schrieb Kriminalromane, Erzählungen und Hörspiele.

## Werke
- Das Problem der Einsamkeit im Werke von Hugo von Hofmannsthal und Stefan George. 1949, OCLC 73889608.
- Der erste Kunde. 1964.
- Die Dame mit dem grünen Schleier. 1965.
- Im Schutze der Dunkelheit. 1965
- Schaugeschäft. 1969.
- Liebe 70. 1973
- Die letzte Fahrt. Kriminalerzählung. 1975, OCLC 74266752.
- Cornelia probt eine Rolle. Verlag Neues Leben, Berlin, 1978, OCLC 74423981.
- Der Sprung aus dem Fenster. Kriminalerzählung. 1979, OCLC 174475671.

## Hörspiele (Auswahl)
Autor:
- 1955: Das heitere Kurzhörspiel: Der echte Eckensteher. Ein Einakter um das Berliner Original Nante – Bearbeitung und Regie: Hans Henjes (Hörspielbearbeitung – RB)
- 1956: Das Geschäft mit der Kinderseele – Regie: Werner Schlechte (Original-Hörspiel – Rundfunk der DDR)
- 1956: Auf der Reeperbahn nachts um halb eins – Regie: Otto Karl Müller (Originalhörspiel – Rundfunk der DDR)
- 1957: Die Jagd nach dem Täter (3. Folge: Der erste Kunde) – Regie: S. O. Wagner (Originalhörspiel, Kriminalhörspiel – NDR)
- 1957: Herr Leisetritt fühlt sich gestört – Regie: Gerlach Fiedler (Hörspiel – NDR)
- 1957: Etwas ganz Alltägliches – Regie: Hans Knötzsch (Originalhörspiel – Rundfunk der DDR)
- 1957: Die Jagd nach dem Täter (8. Folge: Unter Mordverdacht) – Regie: S. O. Wagner (Originalhörspiel, Kriminalhörspiel – NDR)
- 1957: Mach mich zur Minna. Parodie auf ein Musikal frei nach Lessing – Regie: S. O. Wagner (Kurzhörspiel – NDR)
- 1958: Die Jagd nach dem Täter (38. Folge: Die Dame mit dem grünen Schleier) – Regie: S. O. Wagner (Originalhörspiel, Kriminalhörspiel – NDR)
- 1958: Der Seelentröster. Eine Groteske – Redaktion und Regie: S. O. Wagner (Originalhörspiel, Kurzhörspiel – NDR)
- 1958: Die Jagd nach dem Täter (43. Folge: Der Fall Maragat) – Regie: S. O. Wagner (Originalhörspiel, Kriminalhörspiel – NDR)
- 1961: Die Jagd nach dem Täter (82. Folge: Ein Eilbrief aus Frankfurt) – Regie: S. O. Wagner (Originalhörspiel, Kriminalhörspiel – NDR)
- 1961: Die Jagd nach dem Täter (88. Folge: Der zertrümmerte Aschenbecher) – Regie: S. O. Wagner (Originalhörspiel, Kriminalhörspiel – NDR)
- 1977: Abenteuer Erlengrund – Regie: Albrecht Surkau (Originalhörspiel, Kinderhörspiel – Rundfunk der DDR)

Bearbeitung (Wort):
- 1956: David Kalisch: Einmal 100 000 Taler – Regie: Hans Henjes (Hörspielbearbeitung – RB)
- 1956: August von Kotzebue: Eine respektable Gesellschaft – Regie: N. N. (Hörspielbearbeitung – RB)
- 1979: Maxim Gorki: Die Orlows – Regie: Barbara Plensat (Hörspielbearbeitung – Rundfunk der DDR)